# آلتو، پیدمانت

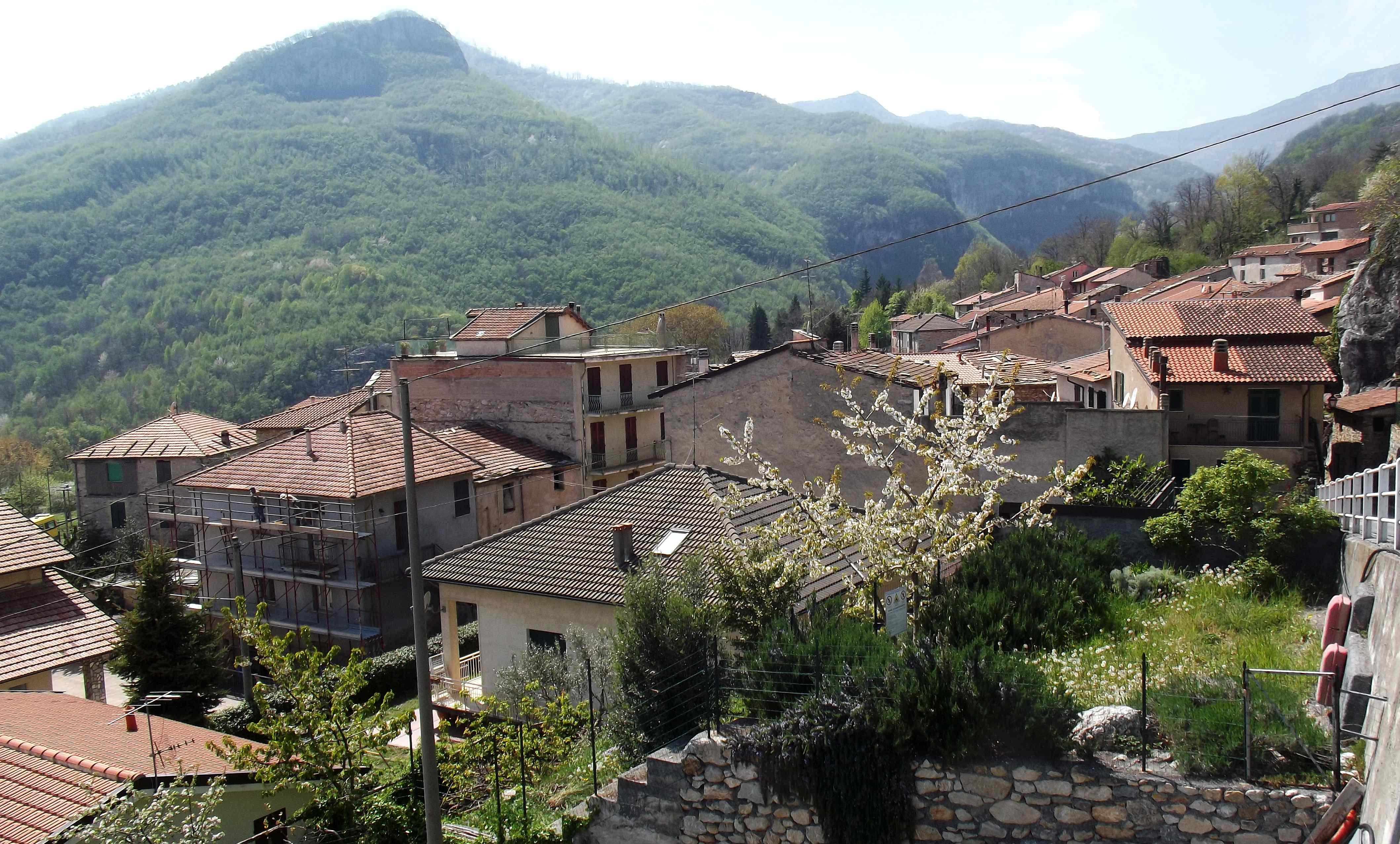
تصویری از سکونتگاه التو، پیدمانت

التو، پیدمانت (به ایتالیایی: Alto, Piedmont) یک سکونتگاه مسکونی در ایتالیا است که در استان کونیو واقع شده‌است.

## خصوصیات
التو ۷٫۶ کیلومترمربع مساحت و ۱۱۳ نفر جمعیت دارد و ۶۵۰ متر بالاتر از سطح دریا واقع شده‌است.